# Butterfly (Jason Mraz)
Butterfly is een single van Jason Mraz. Het is afkomstig van zijn studioalbum We Sing. We Dance. We Steal Things.. Het is de vierde single van dat album, dat slechts in een aantal landen wordt uitgebracht. Zo kennen de Billboard Hot 100 en de Britse Single Top 50 het nummer in het geheel niet.
Butterfly is erotisch getint. Mraz ziet in zijn fantasie zijn vriendin slechts gekleed in een paar schoenen voor hem paaldansen.

## Hitnotering
In Nederland en België bleef Butterfly op de rand van de hitparades steken. Daarbij deed zich het fenomeen voor dat de Ultratop50 van Vlaanderen geen notering gaf, terwijl de VRT Top30, normaal familiezender, de plaat wel noteerde. In de Ultratop 50 van Wallonië kwam het ook niet verder dan de tipparade.

### Nederlandse Top 40
| Positie: | 34 | 31 | 31 | 37 | uit |

### NederlandseSingle Top 100
| Positie: | 90 | - | 89 | 91 | 82 | 92 | 76 | 87 | 89 | uit |

### BelgischeBRT Top 30
| Positie: | 25 | 23 | 18 | 15 | 20 | 23 | 22 | 26 | 28 | 29 | uit |

### VlaamseUltratop 50
Geen notering.

### NPO Radio 2 Top 2000
Butterfly stond alleen in 2014 in de NPO Radio 2 Top 2000, op plek 1906.